# Ransomware
Beispiel eines Erpresserschreibens bei Ransomware:
Your personal files are encrypted!
Your important files encryption produced on this computer: photos, videos, documents, etc. Here is a complete list of encrypted files, and you can personally verify this.
Encryption was produced using a unique
public key RSA-2048 generated for this computer. To decrypt files you need to obtain the private key.
This single copy of the private key, which will allow you to decrypt the files, located on a secret server on the Internet; the server will destroy the key after a time specified in this window. After that, nobody and never will be able to restore files…
To obtain the private key for this computer, which will automatically decrypt files, you need to pay 300 USD / 300 EUR / similar amount in other currency.
Click Next to select the method of payment.
Ransomware (von englisch ransom für „Lösegeld“), auch Erpressungstrojaner, Erpressungssoftware, Kryptotrojaner oder Verschlüsselungstrojaner, sind Schadprogramme, mit deren Hilfe ein Eindringling den Zugriff des Computerinhabers auf Daten, deren Nutzung oder auf das ganze Computersystem verhindern kann. Dabei werden Daten auf dem fremden Computer verschlüsselt oder der Zugriff auf sie verhindert, um für die Entschlüsselung oder Freigabe ein Lösegeld zu fordern.
Die Bezeichnung setzt sich zusammen aus ransom, dem englischen Wort für Lösegeld, und ware, entsprechend dem für verschiedene Arten von Computerprogrammen üblichen Benennungsschema (Software, Malware etc.). Laut einem Bericht von SonicWall fanden 2021 um die 623 Millionen Angriffe durch Ransomware statt. Eine 2022 erschienene Studie beziffert die Summe der erpressten Lösegeldzahlungen auf 256,8 Millionen US-Dollar im Jahre 2022, während es 2021 noch 756,6 Millionen Dollar waren.
Moderne Ransomware-Gruppen wie „Akira“ setzen zunehmend auf doppelte Erpressung (Double Extortion), bei der neben der Verschlüsselung von Daten auch mit der Veröffentlichung gestohlener sensibler Informationen auf sogenannten Leak-Seiten im Tor-Netzwerk gedroht wird.

## Geschichte

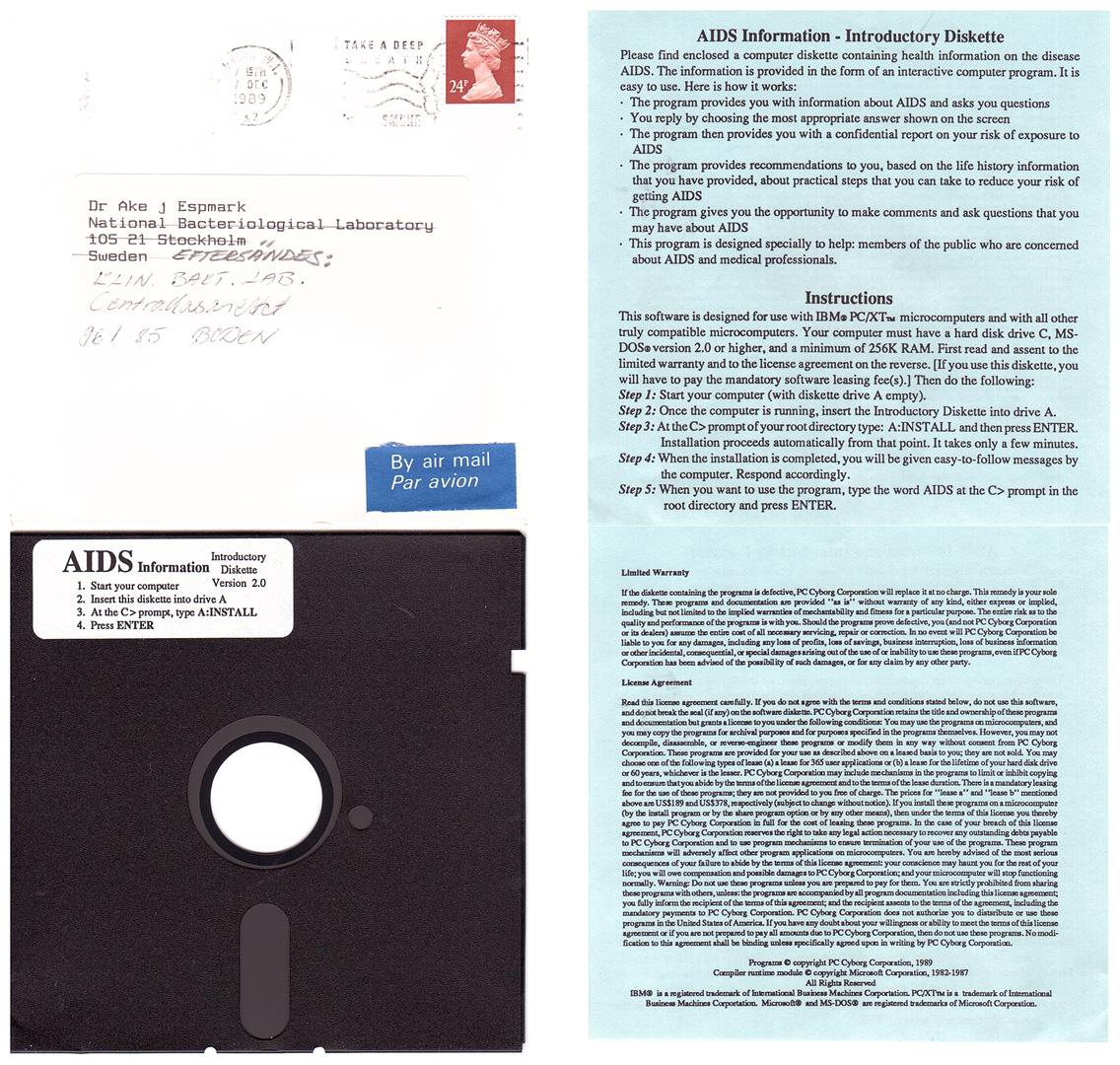
Die erste bekannte Ransomware AIDS wurde als Brief verschickt

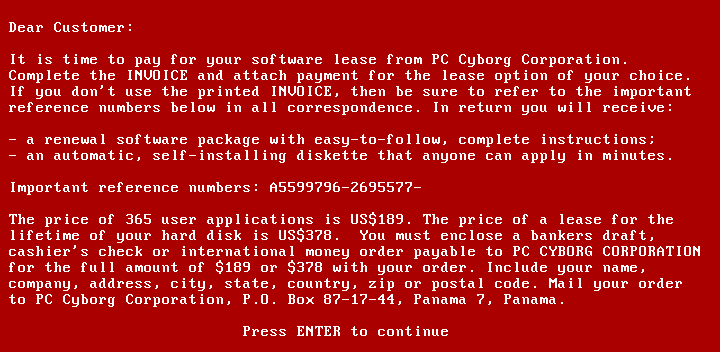
Bildschirmtext des Trojaners AIDS auf das Jahr 1989

Bildschirmtext des Computerwurms WannaCry aus dem Jahr 2017

Die Idee geht in den September 1989 zurück, als das Trojanische Pferd AIDS auf Disketten per Post an zahlreiche Forschungseinrichtungen verschickt wurde. Nach einiger Zeit verschlüsselte das Programm die Daten auf der Festplatte. Laut Bildschirmmeldung war die Lizenz abgelaufen. Der Name eines Unternehmens wurde genannt, und eine Postfachadresse in Panama, an die man einen Scheck senden sollte, um einen Lizenzschlüssel zu erwerben und die Daten wieder freizugeben. Das Vorgehen war somit nicht unmittelbar als Erpressung erkennbar. Der Täter, der amerikanische Biologe Joseph L. Popp Jr., konnte überführt werden. Wegen einer psychischen Erkrankung wurden die Ermittlungen gegen ihn eingestellt.
Die erste Malware überhaupt, die Dateien verschlüsseln konnte, war das Bootsektorvirus Disk Killer. Das bösartige Programm war aber nicht auf Erpressung ausgelegt, sondern sollte Datenverluste auf Serveranlagen verursachen. Es erschien ebenfalls im Jahr 1989, laut Signatur wurde es bereits vor dem AIDS-Trojaner geschrieben. Nicht jede Ransomware verschlüsselt Daten, einfachere Programme dieser Art sperren den Rechner mit unterschiedlichen Methoden.
Einer der ersten bekannten Versuche, Ransomware über das Internet zu verbreiten, wurde von Cyberkriminellen im Jahr 2005 mit dem Trojaner TROJ_PGPCODER.A durchgeführt. Für die Entschlüsselung der Daten sollten die Betroffenen mehrere hundert US-Dollar bezahlen. Seit sich Kryptowährungen etabliert haben, ist die Geldüberweisung für die Täter deutlich einfacher und risikoärmer geworden. Daher kam es etwa ab dem Jahr 2010 nahezu weltweit zu einem massiven Anstieg von Straftaten mit Ransomware.
Im polizeilichen Kriminalitätsbericht des Landes Sachsen-Anhalt von 2011 wird ein Fall beispielhaft erwähnt. Ein Täter hatte 831 Computer in diesem Bundesland mit einer Erpressungssoftware infiziert.
Etwa seit 2012 kam es zu häufigen Vorfällen mit verschiedenen Varianten des BKA-Trojaners. Er gab vor, den Rechner im Auftrag einer Strafverfolgungsbehörde wegen illegaler Aktivitäten gesperrt zu haben. Zur Entsperrung sollte ein Bußgeld bezahlt werden. Diese Trojaner verschlüsselten meist keine Daten, sondern sperrten nur das System. In den meisten Fällen ließ sich der Schaden leicht beheben. Opfer, die die geforderte Summe bezahlten, erhielten zudem keine Antwort, bzw. keine Anleitung zum Entsperren des Systems.
Inzwischen sind kostenpflichtige sowie kostenfreie Baukastensysteme, sogenannte Crimeware-Kits, in Untergrundforen aufgetaucht, mit deren Hilfe Ransomware erstellt werden kann.
Im Oktober 2013 wurde die Ransomware CryptoLocker bekannt, die erstmals eine Bezahlung in Bitcoin forderte.
2016 ist der Kryptotrojaner Locky aufgetaucht, welcher zehntausende PCs und unter anderem das Fraunhofer-Institut in Bayreuth infizierte. Das Tesla X3-Cryptovirus befiel im Februar 2016 u. a. Rechner des Rathauses in Rheine. Vom 1. Dezember 2015 bis zum 29. Februar 2016 wurden nach Angaben des nordrhein-westfälischen Landeskriminalamts 156 Anzeigen wegen Angriffen durch Ransomware erstattet, die Dunkelziffer wird weit darüber vermutet. Betroffen waren 113 Firmen und Einrichtungen, unter denen sich etliche Kliniken sowie das Ministerium für Inneres und Kommunales des Landes Nordrhein-Westfalen in Düsseldorf befanden, welches im Dezember 2015 einen Angriff erlitt.
Im März 2016 wurde KeRanger gefunden, eine Variante eines Kryptotrojaners für OS X. Anfang Juni 2016 informierte das Fraunhofer-Institut für Sichere Informationstechnologie darüber, dass auch Smartphones durch Ransomware betroffen sein können, insbesondere falls diese mit Security-Apps versehen sind, die Sicherheitslücken enthalten, wie sie vom Fraunhofer-Institut in sämtlichen der sieben exemplarisch getesteten Anwendungen gefunden und dem jeweiligen Hersteller zur Behebung gemeldet wurden.
Im Mai 2017 befiel der Computerwurm WannaCry unter anderem mehrere global tätige große Unternehmen in sehr kurzer Zeit; es wurden über 230.000 Computer in 150 Ländern infiziert. Aufgrund dieser Ausmaße bezeichnete das Europäische Polizeiamt den Ausbruch als noch nie da gewesenes Ereignis.
Neben der hauptsächlichen Verbreitung als E-Mail-Anhang besitzt WannaCry auch Eigenschaften eines Netzwerkwurms, und versucht, weitere Rechner über Sicherheitslücken in Betriebssystemen aktiv und ohne Nutzerzutun zu infizieren. Die auf aktuellem Update-Stand (April 2017 bei Microsoft) befindlichen Systeme seien nicht betroffen gewesen. Bestimmte Datei- und Druckerdienste müssen freigegeben sein, womit WannaCry die Ausbreitung vor allem in unternehmensinternen Datennetzen mit teilweise lange fehlerbehafteten Rechnersystemen gelang. Das Bezahlen der Forderung war auch in diesem Fall sinnlos, da die Ransomware fehlerhaft programmiert war. Eine problemlose Entschlüsselung der Daten war daher nicht möglich.
Seit 2019 werden Mobiltelefone immer häufiger Opfer von Ransomware-Angriffen. Laut einer Studie des Forschungsinstituts Check Point stieg die Anzahl der Cyberangriffe auf Smartphones und Tablets in der ersten Jahreshälfte 2019 im Vergleich zum Vorjahr um fünfzig Prozent an.
Im Juli 2021 nutzten Cyberkriminelle eine Sicherheitslücke in einer Software für VSA-Server der Firma Kaseya aus. Die Fernwartungssoftware wurde manipuliert um den Trojaner Sodinokibi.N aufzuspielen. Damit wurden die Daten im Netzwerk verschlüsselt. Für die Cyberattacke erklärte sich die russische Hackervereinigung REvil verantwortlich.
2022 wurde die Ransom-Software HIVE entdeckt und unschädlich gemacht. 2023 wurde die russische Ransomware-Gruppe Indrik Spider enttarnt, welche unter anderem einen Ransomware-Angriff auf die Universitätsklinik Düsseldorf durchführte, bei der eine Person verstorben ist.
2023 führte die Ransomware-Gruppe Play eine Welle von Erpressungs-Attacken auf private sowie staatliche Unternehmen in der Schweiz aus.

## Ausprägungen
Mittlerweile sind Ransomware-Kriminelle dazu übergegangen, nicht nur die Systeme ihrer Opfer zu verschlüsseln und Lösegeld für die Entschlüsselung zu verlangen („single extortion“), sondern auch sensible Kunden- und Unternehmensdaten auszuleiten und mit deren Veröffentlichung zu drohen („double extortion“). Extortion heißt auf deutsch übersetzt Erpressung. In der internationalen englischen Fachsprache wird zwischen einfacher („single“), zweifacher („double“), bis hin zur mehrfachen („multiple“) Erpressung unterschieden. Die zweite Erpressung bei Double Extortion ist durch die explizite oder implizite Geldforderung der Täterschaft für die Unterlassung der Veröffentlichung ausgespähter Daten geprägt.
Ein Beispiel für Double Extortion ist die Serie der CONTI-Ransomware. Unter dem Namen „Conti News“ richtete die Täterschaft einen Blog auf einer Dark-Web-Seite im Tor-Netzwerk ein. Die Seite war ebenfalls über Clear Web Proxys für jeden im gewöhnlichen Internet erreichbar. Von August 2020 bis Juli 2022 wurden darauf etwa 859 bis 869 Einträge zu Betroffenen, deren Daten durch die CONTI-Ransomware verschlüsselt wurden, veröffentlicht. Darunter befanden sich teils größere Unternehmen, die Millionen-Forderungen bezahlten. Auf eine primär CONTI zugerechnete digitale Geldbörse – kurz Wallet genannt – für die Kryptowährung Bitcoin (BTC), sind im Zeitraum vom 21. April 2017 bis zum 28. Februar 2022 insgesamt 65.498,197 BTC eingegangen. Der Wert von Kryptowährungen unterliegt starken Schwankungen. In einer Schätzung, ohne die Verfolgung individueller Ein- und Abgänge, hätten 65.000 BTC im Februar 2022 einen Wert von rund zwei bis zweieinhalb Milliarden Euro gehabt. Etwa 53 der von Conti veröffentlichten Betroffenen waren Unternehmen aus Deutschland und weitere hatten Deutschlandbeziehungen. Teile ausgespähter Daten bot die Täterschaft auf ihrem Blog zum Download an. Diese Art von Internetpräsenzen, auf denen ausgespähte Daten angeboten werden, nennen Experten Leak Sites. Im Zeitraum eines Jahres, zwischen Juli 2020 und September 2021, schätzen Forschende allein die von CONTI öffentlich angebotene Datenmenge auf über 18,7 Terabyte. Diese Zahl ist Moore'sch zu interpretieren. Das heißt, sie beschreibt nach dem Verständnis zu der Zeit, in der die Taten stattfanden, eine große Datenmenge. Durch technische Weiterentwicklungen wird sich die subjektive Wahrnehmung davon, wann eine Menge von Daten groß ist, verändern. In Zukunft wird diese Zahl dann als kleiner verstanden. Durch die Veröffentlichungen auf einer Leak Site erhoffen sich die Täterschaften, die Betroffenen zur Zahlung zu nötigen. Veröffentlicht werden dafür oft personenbezogene Daten, zusammen mit geringwertigem Datenmüll. Manche monetarisieren die gestohlenen Daten zusätzlich auf Marktplätzen im Dark Web.
Das Prinzip der Double Extortion lässt sich noch erweitern. Dazu werden durch die Täterschaft in gestohlenen Daten und mit OSINT-Recherchen Dritte ausfindig gemacht, die von den Daten oder dem Zugriff darauf abhängig sind. Die Dritten werden dann aufgrund ihrer Abhängigkeiten erpresst. Ein Beispiel dafür ist der sogenannte Angriff auf die Wertschöpfungskette, englisch Supply Chain Attack. Ausprägungen dieser Erpressungsformen sind die Triple und Quadruple Extortion. Je nach Inhalt der ausgespähten Daten ergeben sich für die Täterschaft weitere Handlungsmöglichkeiten. Dieser Umstand führt zu dem Begriff der Multiple Extortion, für alle weiteren Möglichkeiten, die sich für sie ergeben können. Am Beispiel von CONTI wurde nachgewiesen, dass für die Organisation der Taten eine Struktur in der Underground economy entstanden ist, die vergleichbar mit der eines Software-Unternehmens ist.
Konkrete Beispiele für deutsche Bezeichnungen einzelner Ausprägungen von Ransomware sind die Lösegeld-, Schweigegeld- oder Schutzgelderpressung. Die Lösegelderpressung steht darunter für Single Extortion und die Schweigegelderpressung für Double Extortion. Die Schutzgelderpressung lässt sich wie folgt beschreiben: die Täterschaft verursacht in einem weiteren Angriff einen Denial of Service. Bei Denial of Service handelt es sich um eine andere Form der Computersabotage. Dieser unterbindet die Erreichbarkeit von Systemen Betroffener im Internet. Dies stellt ein zusätzliches Mittel zur Nötigung der bereits wegen der Verschlüsselung unter Druck stehenden Geschädigten dar.
Zu den bekannten Ransomware-Gruppen der letzten Jahre zählen u. a. „LockBit“, „Conti“, „REvil (Sodinokibi)“, „Maze“ sowie neuere Akteure wie „Akira“, „Qilin“ oder „RansomedVC“. Diese Gruppen nutzen oft das Ransomware-as-a-Service-Modell (RaaS), bei dem Malware gegen Beteiligung an Lösegeldern bereitgestellt wird. Insbesondere Akira fiel durch gezielte Angriffe auf Unternehmen und eine eigene Leak-Seite im Darknet auf.

## Vorgehen der Schädlinge
Ransomware kann auf den gleichen Wegen wie ein Computervirus auf einen Computer gelangen. Zu diesen Wegen zählen präparierte E-Mail-Anhänge, die Ausnutzung von Sicherheitslücken in Webbrowsern oder über Datendienste wie Dropbox.

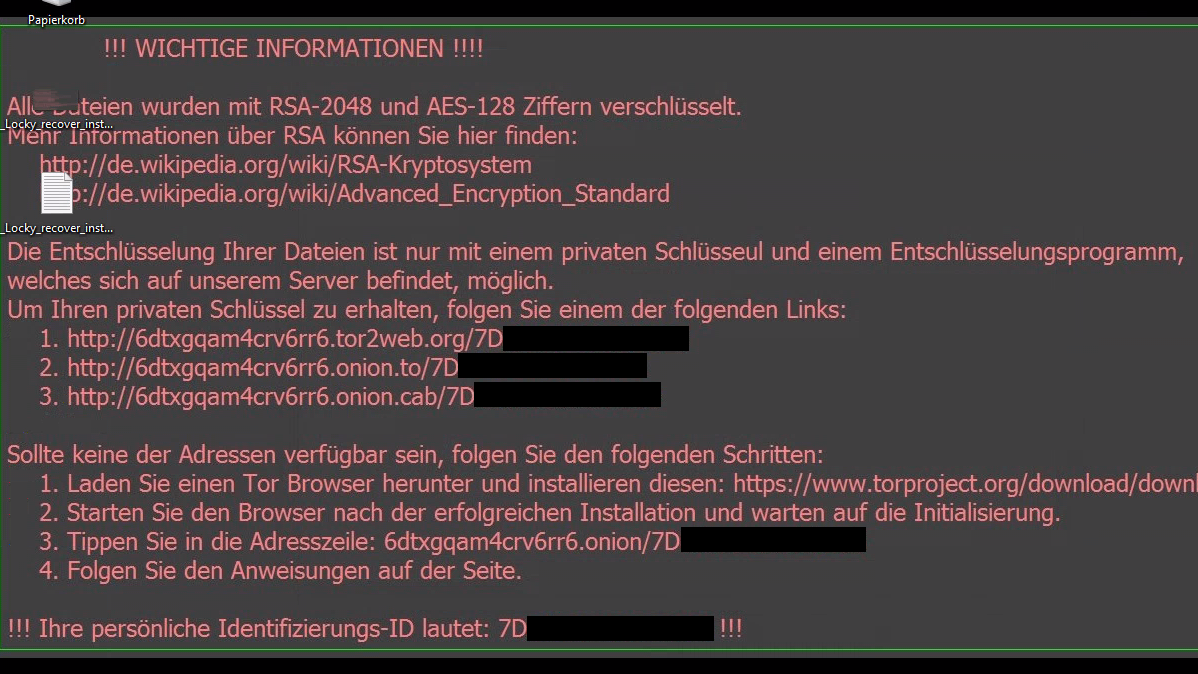
Screenshot der deutschsprachigen Version des Erpresserbriefs von Locky

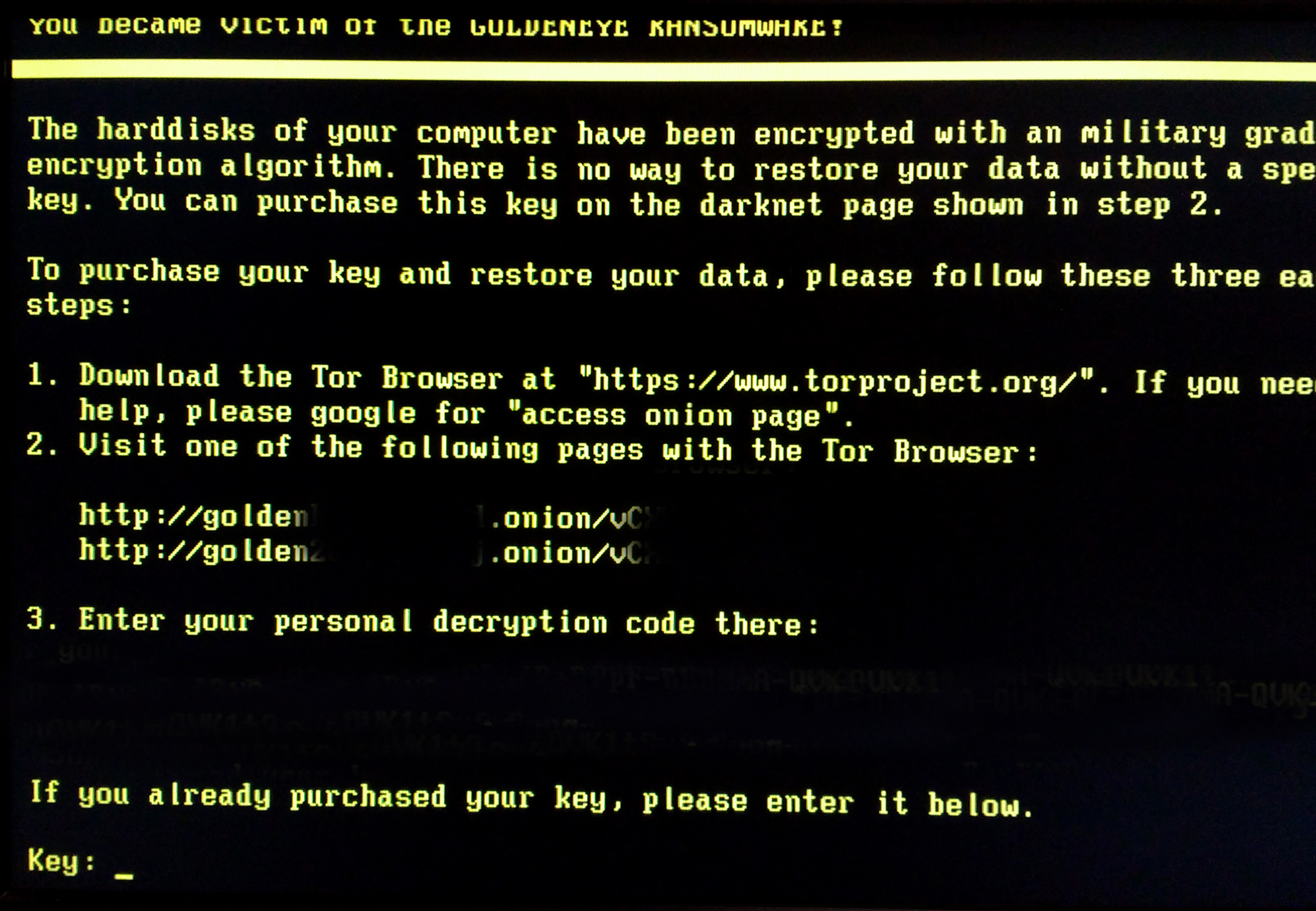
Bildschirmfoto von Goldeneye Ransomware im Dezember 2016

So werden etwa E-Mails versandt, die vorgeben, eine im Anhang befindliche ZIP-Datei enthalte eine Rechnung oder einen Lieferschein über bestellte Ware. Auch wird manchmal behauptet, das Bundeskriminalamt, die Bundespolizei, die GEMA oder Microsoft habe illegale Aktivitäten auf dem Computer festgestellt und diesen daraufhin gesperrt.
In den letzten Jahren haben sich die Verbreitungsmethoden von Ransomware signifikant weiterentwickelt. Neben klassischen Phishing-Kampagnen nutzen Angreifer zunehmend gezielte Initial Access-Vektoren wie kompromittierte RDP-Zugänge, VPN-Zugänge ohne Multi-Faktor-Authentifizierung oder Schwachstellen in öffentlich erreichbaren Anwendungen. Ransomware-Gruppen wie Akira, Qilin oder 8Base kombinieren diese Zugriffe mit manuellen Ausbreitungsstrategien im Netzwerk, um möglichst viele Systeme zu verschlüsseln und gleichzeitig sensible Daten für Erpressungszwecke zu exfiltrieren („Double Extortion“). Oft kommen dabei bekannte Tools wie PsExec, Mimikatz oder Rclone sowie automatisierte Skripte zur Deaktivierung von Sicherheitssoftware und Backups zum Einsatz.

### Infiltration von Systemen und Exfiltration von Daten
Vor, während und nachdem eine Ransomware Daten verschlüsselt, können mehrere gefährliche Prozesse ablaufen. Bei manuell betriebener Ransomware versuchen die mit dem angegriffenen System verbundenen Angreifer sich auf dem befallenen System und in angebundenen Netzwerken fortzubewegen (Infiltration). Zur idealisierten Vorstellung, wie die Angreifer vorgehen, hilft es an eine Fernwartungssoftware zu denken – auch wenn die Angriffe technisch sehr viel raffinierter sein können. Die Fortbewegung im eingedrungenen System wird in der englischen Terminologie als Lateral Movement bezeichnet. Selbst nachdem die Daten einzelner Rechner bereits verschlüsselt wurden besteht ohne Gegenmaßnahmen die Gefahr, dass weitere Verschlüsselungen in angeschlossenen Systemen folgen. Finden die Eindringlinge dabei Daten, die interessant und wertvoll aussehen, spähen sie diese aus. Über teils verdeckte und anonymisierte Kanäle übertragen sie die Daten aus einem privaten Netz oder dem Netz einer Organisation ins Internet, auf von ihnen kontrollierte Datenspeicher (Exfiltration). Nach der Sichtung und Einschätzung des Werts der gestohlenen Daten, entscheiden sie über deren weitere Verwendung für die Erpressung oder den Verkauf an Dritte.

### Blockade des Systems
Ein befallener Computer kann auf unterschiedliche Weise blockiert werden. Einfachere und harmlosere Erpressungsversuche äußern sich nur in einem Hinweisfenster, das bei jedem regulären Systemstart erscheint und nicht geschlossen werden kann. Auch der Taskmanager wird blockiert. Unerfahrene PC-Benutzer wissen nicht, wie sie diese Blockade beenden können. Es scheint nur den Ausweg zu geben, das Lösegeld zu zahlen, indem beispielsweise eine Paysafecard oder Ukash-Karte gekauft wird. Der Betrag wird dem Erpresser gutgeschrieben, indem man die Gutscheinnummer des Bezahlsystems am befallenen PC eingibt, wodurch sie dem Täter elektronisch mitgeteilt wird. Als weitere anonyme Bezahlmethode wird die Kryptowährung Bitcoin eingesetzt.

### Verschlüsselung von Dokumenten
Besonders bösartige Varianten der Ransomware haben ein größeres Schadpotenzial: Sie verschlüsseln Dateien auf dem Computer; vorzugsweise Dateien, für die anzunehmen ist, dass sie für den Besitzer des Computers sehr wichtig und möglicherweise unwiederbringlich sind. Auf Windows-Systemen beginnt Ransomware in der Regel daher im Ordner Eigene Dateien und bevorzugt dort mit Office-Anwendungen erstellte Dokumente, sowie u. a. auch E-Mails, Datenbanken, Archive und Fotos. Ohne Entschlüssel-Passwort hat der Benutzer keinen Zugriff mehr auf ihre Inhalte.
Im Gegensatz zu Spyware werden hier also keine großen Datenmengen verschoben.
Um die von der Ransomware verschlüsselten Daten wieder entschlüsseln zu können, wird der geschädigte Benutzer von dem Eindringling aufgefordert, ein Lösegeld zu bezahlen, damit er eine Software zur Entschlüsselung bzw. das benötigte Passwort erhalte. Mitunter wird er dazu zunächst zu einer gesonderten Kontaktaufnahme mit dem Ransomware-Erzeuger aufgefordert, beispielsweise per E-Mail an eine bestimmte E-Mail-Adresse, über den Aufruf einer bestimmten Webseite oder über eine Formularmaske. Häufig drohen die Kriminellen, dass bei einer Kontaktaufnahme mit der Polizei sämtliche Daten vernichtet würden.
Der befallene Computer kann durch die Schadsoftware noch weiter manipuliert und überwacht sein; er darf daher nicht für weitere Arbeiten, insbesondere nicht für Tätigkeiten, die ein Passwort benötigen, verwendet werden. Das Lösegeld vom betroffenen Rechner aus per Onlinebanking zu überweisen ist als grobe Fahrlässigkeit zu werten.
In einigen Fällen ist die Möglichkeit der Entschlüsselung der verschlüsselten Dateien vonseiten des Angreifers gar nicht vorgesehen, sodass diese Dateien unwiderruflich verloren sind, sofern keine Sicherheitskopie der verschlüsselten Dateien existiert.

## Schutz- und Gegenmaßnahmen
Das Nationale Zentrum für Cybersicherheit der schweizerischen Bundesverwaltung hat auf ihrer Website Empfehlungen für Privatnutzer sowie für Unternehmen veröffentlicht:
- Regelmäßige Datensicherungen auf einem externen Medium, welches nur während des Backupvorgangs mit dem Computer verbunden ist. Bleibt das Sicherungslaufwerk angeschlossen, kann die aktive Ransomware auch die Datensicherung zerstören.
- Betriebssystem auf dem neuesten Stand halten, Updates zügig installieren.
- Vorsicht bei E-Mails, die von einem unbekannten Absender stammen. Links können auf Webseiten mit Schadprogrammen führen, angefügte Dateien können ein Schadprogramm enthalten.
- Einen Virenschutz installieren und regelmäßig updaten.
- Eine Firewall benutzen.

Das deutsche Bundesamt für Sicherheit in der Informationstechnik hat eine Situationsanalyse veröffentlicht, in der auch umfangreiche Empfehlungen zu Schutz- und Gegenmaßnahmen aufgeführt sind, sowie die empfohlene Verhaltensweisen im eingetretenen Fall. Die Analyse richtet sich an professionelle Anwender und IT-Verantwortliche in Unternehmen, Behörden und anderen Institutionen. Die Website No More Ransom ist eine Initiative der National High Tech Crime Unit der niederländischen Polizei, Europols europäischem Cybercrime Center und zwei Cyber Security-Unternehmen mit dem Ziel, den Nutzern Ransomware zu erklären, ihnen Gegenmaßnahmen zu empfehlen, um eine Infektion wirksam zu verhindern, sowie Opfern von Ransomware bei der Entschlüsselung zu helfen.
Eine weitere Gegenmaßnahme ist die Verwendung von entsprechenden Dateisystemen, welche die ursprünglichen Daten durch Überschreiben nicht unmittelbar oder gar nicht entfernen. Dies kann entweder ein versionierendes Dateisystem wie NILFS unter Linux sein. Eine weitere Möglichkeit ist der Einsatz von Systemdiensten wie Volume Shadow Copy Service (VSSS) unter Windows, welche laufend Momentaufnahmen (englisch Snapshots) von Dateien bei Veränderung erstellen und so den Versionsverlauf speichern. Außerdem besteht die Möglichkeit, umfangreiche Dateisysteme wie ZFS auf Speichersystemen einzusetzen. ZFS bietet die Möglichkeit, auch bei sehr großen Dateisystemen periodisch und in kurzen Intervallen von einigen Minuten schreibgeschützte Momentaufnahmen des kompletten Dateisystems zu erstellen und diese Momentaufnahmen schreibgeschützt im Dateisystem zu speichern. 
Bei entsprechender Konfiguration (z. B. durch Snapshots) sind Dateisysteme wie ZFS weitgehend immun gegen Ransomware.

## Rechtslage in Deutschland
Ransomware-Angreifer begehen nach deutschem Recht eine Erpressung durch Verschlüsselung von Daten in Tateinheit mit einer Computersabotage. Juristisch ausgedrückt entspricht die gewerbs- und bandenmäßige Verbreitung von Ransomware einer Erpressung nach § 253 Abs. 1, 4 zusammen mit § 303b StGB in Tateinheit gemäß § 52 StGB. Je nach Folgen der Ransomware, etwa Unterversorgungen in medizinischen Einrichtungen aufgrund von Systemausfällen, können je nach Angriff und dessen Auswirkungen weitere Tatbestände einschlägig sein.

## Ratschläge für Betroffene

### Sofortmaßnahmen
Erste Maßnahme beim Feststellen eines Befalls des Computers ist, den Computer sofort hart auszuschalten (nicht „Herunterfahren“, sondern vom Strom trennen!) – auch wenn das Ransomware-Fenster dies „verbietet“, damit möglichst viele noch nicht verschlüsselte Dateien unverschlüsselt bleiben.
An einem anderen, nicht betroffenen Computer kann dann das weitere Vorgehen recherchiert werden.

### Strafverfolgung in Deutschland
Obwohl einer Umfrage 2010 zufolge rund ein Viertel der Opfer ein Lösegeld zahlen würde, rät auch das Bundesamt für Sicherheit in der Informationstechnik (BSI), nicht auf die Forderungen einzugehen. Selbst nach Bezahlung des Lösegelds sei nicht sicher, ob die Daten tatsächlich wieder entschlüsselt würden. Da zudem die Zahlungsbereitschaft des Opfers identifiziert würde, sind weitere Forderungen nicht auszuschließen. Bei einer Zahlung mittels Kreditkarte würden dem Täter darüber hinaus weitere private Informationen zugänglich.
Es wird geraten, Anzeige zu erstatten. Stand 2022 sind verschiedene Sicherheitsbehörden gemeinsam als Koordinierungs- und Ansprechstellen tätig. Anzeigen und Angaben zu Angriffen unterstützen die Aufklärung und Abschaltung von kriminellen Strukturen, welche die Ransomware-Auslieferung ermöglichen. In Deutschland sind für betreffende Privatpersonen als Ansprechstellen ihre örtlichen polizeilichen Dienststellen in Wohnortsnähe zuständig. Für nicht-staatliche oder staatliche Organisationen sind die zentralen Ansprechstellen Cybercrime, genannt „ZAC“, je tatbezogenem Bundesland zuständig. Zu den Organisationen gehören insbesondere Unternehmen der Wirtschaft. Die zentralen Ansprechstellen vermitteln an zuständige Stellen, nehmen Anzeigen auf, beraten zu aktuellen Cybercrime-, insbesondere Ransomware-Phänomenen, geben erste Einschätzungen und koordinieren Erkenntnisse.

## Erfahrungen zur Wiederherstellung verschlüsselter Daten
Bei den im Zeitraum 2011 bis Februar 2012 weit verbreiteten Schadprogrammen wurde zwar der Zugriff auf die Daten verhindert, es fand jedoch keine Verschlüsselung statt. Handelsübliche Antivirusprogramme konnten einige dieser Schädlinge entfernen. Dazu waren kostenlose Programme, beispielsweise Malwarebytes Anti-Malware oder Avira, ausreichend.
Sämtliche Säuberungs-, Entschlüssel- und andere Maßnahmen sind von einem „sauberen System“ aus durchzuführen – niemals „aus dem betroffenen Betriebssystem selbst heraus“.
Teilweise gelingt es Sicherheitsforschern, Ransomware zu knacken und Entschlüsselungswerkzeuge zur Verfügung zu stellen, mit denen die verschlüsselten Daten dann wieder entschlüsselt werden können. So ist es beispielsweise im Februar 2016 gelungen, die Verschlüsselung von TeslaCrypt 2 bis zur Version 2.2.0 zu brechen. Im April 2016 wurde zeitweilig die Verschlüsselung des Erpressungstrojaners Petya (Version bis Dezember 2016) geknackt. Die Software hack-petya erzeugte einen Schlüssel, mit welchem die Daten wieder entschlüsselt werden konnten.
In einigen Fällen ist eine Datenrettung auch nach erfolgter Verschlüsselung möglich:
- Manche Ransomware verschlüsselt nur den Beginn der Dateien. Eine Rekonstruktion betroffener Dateien ist in vielen Fällen trotzdem möglich, gerade bei Dateien mit größerer Kapazität (zum Beispiel bei Datenbanken oder Archiv-Dateien).
- In manchen Fällen kann mit computerforensischen Methoden der Schlüssel für die verwendete Verschlüsselung auf dem Datenträger noch gefunden werden und somit die Daten entschlüsselt werden.
- Die Rekonstruktion von gelöschten Dateien ist in vielen Fällen möglich. Gerade bei der Bearbeitung von Dokumenten werden oft temporäre Dateien angelegt und danach gelöscht. Gelöschte Dokumente werden bis dato von Ransomware meistens nicht verschlüsselt.
- Datensicherungen auf NAS werden von Ransomware, obwohl behauptet, in vielen Fällen nicht verschlüsselt, sondern nur gelöschte Bereiche mit Zufallsdaten überschrieben. Eine Datenrettung ist auch hier meistens möglich.

## Herkunft der Ransomware-Gruppen
Die Ransomware-Gruppen operieren häufig aus dem Ausland. Der Chef des britischen National Cyber Security Centre sagte im Jahre 2021, dass hinter den meisten Online-Erpressungen gegen britische Firmen Cyberkriminelle aus Russland und seinen Nachbarstaaten stehen.
Eine Studie der amerikanischen Firma Chainalysis für das Jahr 2021 ergab, dass 74 % des gesamten durch Ransomware-Erpressungen erbeuteten Geldes (≈ 400 Mio. US$) mit hoher Wahrscheinlichkeit zu Cyberkriminellen ging, die einen Bezug zu Russland haben. Ein Großteil des durch Erpressungen erbeuteten Geldes ging zudem durch russische Krypto-Firmen, welche in der Hauptstadt Moskau ansässig sind. Um die einzelnen Ransomware-Gruppen zu identifizieren, verwendeten die Analysten eine Liste von charakteristischen Indikatoren, darunter
- Sprache der Schadprogramme und Dokumente sowie Sprache der Foren, in denen die Cyberkriminellen unterwegs waren
- Programmier-Code, welcher sich nicht ausführte, falls das infizierte Opfer aus den GUS-Staaten stammt (Teil der ehemaligen Staaten der Sowjetunion)
- Verbindungen zu anderen cyberkriminellen Gruppierungen, deren Herkunft man bereits nachweisen konnte.[59]